# Circonvallazione Gianicolense
La Circonvallazione Gianicolense è un viale alberato di Roma, con 2 carreggiate laterali a 2 corsie per il traffico veicolare e con sede tranviaria al centro.
Prolunga idealmente il viale di Trastevere dal lato della stazione omonima (piazza Flavio Biondo) attraversando tutto il quartiere Gianicolense (Monteverde); è parte della via Olimpica tra via Quirino Majorana e viale dei Colli Portuensi e termina all'intersezione con via del Casaletto, all'altezza del capolinea del tram 8.

## Storia
Il tracciato fu deciso dal piano regolatore di Roma del 1909, ad opera di Edmondo Sanjust di Teulada. Il Ponte Testaccio e via degli Stradivari fanno parte dello stesso asse viario, ma non è mai stato realizzato il tratto tra via Portuense e viale di Trastevere. È la più antica tra le circonvallazioni romane, le altre essendo la Circonvallazione Ostiense, la Circonvallazione Tiburtina, la Circonvallazione Casilina, la Circonvallazione Cornelia, la Circonvallazione Aurelia, la Circonvallazione Appia, la Circonvallazione Trionfale e la Circonvallazione Clodia.